# Dil Se..
Dil Se.. (Hindi: दिल से, español: Del corazón) es una película de Mani Ratnam protagonizada por Shahrukh Khan, Manisha Koirala y Preity Zinta. Dil Se fue un fracaso de taquilla en la India. Sin embargo fue un gran éxito de taquilla en el Reino Unido y se volvió popular entre la diáspora india.

## Reparto
- Shahrukh Khan - Amar Varma
- Manisha Koirala - Meghna
- Preity Zinta - Preeti Nair
- Raghuvir Yadav - Shukla
- Zohra Segal - Abuela
- Arundhati Rao
- Sabyasachi Chakravarthy
- Piyush Mishra - Agente de investigaciones del Buró Central de Investigación
- Aditya Srivatava
- Krishnakanth
- Ken Philip
- Sanjay Mishra
- Mita Vasisht - Mita
- Malaika Arora - Bailarina en tren
- Gajraj Rao - Agente de investigaciones del Buró Central de Investigación

## Sinopsis
Mientras está entrevistando a la gente en el noreste de la India para la emisora de radio All India Radio Amar Varma conoce y se enamora de la hermosa y misteriosa Meghna. Después de descubrir que su querida es una terrorista Amar tiene que poner fin a un atentado terrorista contra el primer ministro de la India. También relata cómo se enamoró poco a poco.

## Banda sonora
La banda sonora de Dil Se fue grabada en 3 idiomas, hindi, tamil y telugu.

### Hindi (Dil Se)
Gulzar (las letra)
| Título            | Cantante(s)                                       | Duración |
| ----------------- | ------------------------------------------------- | -------- |
| «Chaiyya Chaiyya» | Sukhwinder Singh, Sapna Awasti                    | 6:54     |
| «Jiya Jale»       | Lata Mangeshkar, M. G. Sreekumar y Coro           | 5:07     |
| «Dil Se Re"       | A. R. Rahman, Anuradha Sriram, Anupama, Febi Mani | 6:44     |
| «Ae Ajnabi»       | Udit Narayan, Mahalakshmi Iyer                    | 5:48     |
| «Thayya Thayya»   | Sukhwinder Singh                                  | 4:35     |
| «Satrangi Re»     | Sonu Nigam, Kavita Krishnamurthy                  | 7:25     |

### Tamil (Uyire)
Vairamuthu (las letra)
| Título                | Cantante(s)                                      | Duración |
| --------------------- | ------------------------------------------------ | -------- |
| «Thaiyya Thaiyya"     | Palghat Sriram, Malgudi Subha                    | 6:55     |
| «Nenjinile Nenjinile» | S. Janaki, M. G. Sreekumar y Coro                | 5:09     |
| «Sandhosha Kanneere»  | A.R. Rahman, Anuradha Sriram, Anupama, Febi Mani | 6:42     |
| «Poongkaatrilae»      | Unni Menon, Swarnalatha                          | 5:45     |
| «Thaiyya Thaiyya»     | Hariharan, Srinivas, Malgudi Subha               | 4:19     |
| «En Uyire»            | Srinivas, Sujatha                                | 7:26     |

### Telugu (Prematho)
Sirivennela Sitaramasastri (las letra)
| Título              | Cantante(s)                                      | Duración |
| ------------------- | ------------------------------------------------ | -------- |
| «Thaiyya Thaiyya»   | Sukhwinder Singh, Malgudi Subha                  | 6:52     |
| «Innalilla Leduley» | K. S. Chitra, M. G. Sreekumar y Coro             | 5:06     |
| «Ninnaeley»         | A.R. Rahman, Anuradha Sriram, Anupama, Febi Mani | 6:37     |
| «O Priyathamma»     | Mano, Swarnalatha                                | 7:25     |
| «Chaiyya Chaiyya»   | Sukhwinder Singh                                 | 4:17     |
| «Ooristhu Ooguthu»  | Srinivas, Sujatha                                | 5:42     |

## Premios

### 1999Festival Internacional de Cine de Berlín(Alemania)
- Netpac Award - Special Mention - Mani Ratnam

### 1999National Film Awards(India)
- Silver Lotus Award - Mejor fotografía - Santosh Sivan
- Silver Lotus Award - Mejor audiografía - H. Sridhar

### 1999Premios Filmfare(India)
- Mejor debut - Preity Zinta
- Mejor letrista - Gulzar - «Chaiyya Chaiyya»
- Mejor cantante de playback - Sukhwinder Singh - «Chaiyya Chaiyya»
- Mejor director de música - A. R. Rahman
- Mejor coreografía - Farah Khan - «Chaiyya Chaiyya»
- Mejor fotografía - Santosh Sivan

### 1999Star Screen Awards(India)
- Mejor cantante de playback - Sukhwinder Singh - «Chaiyya Chaiyya»